# Borislav Cvetković
Pour les articles homonymes, voir Cvetković.
Borislav « Boro » Cvetković (en serbe cyrillique : Борислав « Бopo » Цвeткoвић) (né le 30 septembre 1962 à Karlovac en Yougoslavie (aujourd'hui en Croatie)) est un ancien joueur et aujourd'hui entraîneur de football serbe, il choisit la nationalité serbe à la suite de la division de la Yougoslavie étant membre de la minorité des Serbes de Croatie.

## Biographie

### Joueur
En club, il joue durant sa carrière au Dinamo Zagreb, à l'Étoile Rouge de Belgrade, à Ascoli, à Maceratese, à Casternana et au Borac Čačak. 
Il joue 11 fois avec l'équipe de Yougoslavie de football, et participe à l'Euro 1984 (2 matchs, 0 but).

## Entraîneur
Cvetković entraîne l'Obilić durant une courte période, et est l'assistant de Dragan Okuka dans l'équipe de Serbie espoirs. 
Actuellement, il s'occupe du FK Sopot. 

## Vie personnelle
Boro est le jeune frère de Zvezdan Cvetković, entraîneur des jeunes du Dinamo Zagreb.

## Autres
Il fut surnommé « Lane sa Korane » par le légendaire commentateur sportif Ivan Tomić lorsqu'il jouait pour le Dinamo. Lorsqu'il part jouer à Belgrade, Tomić change juste son surnom en « Lane sa Marakane ».